# Corteno
Corteno hoặc Pecora di Corteno là một giống cừu từ Val Camonica, thuộc tỉnh Brescia ở Lombardy, miền bắc nước Ý. Giống cừu này được nuôi dưỡng trong khu vực Corteno Golgi, từ đó nó được đặt tên theo vùng này, và trong những tỉnh láng giềng Edolo, Malonno và Paisco Loveno, tất cả đều nằm trong Comunità Montana di Valle Camonica. Corteno là một trong bốn mươi hai giống cừu địa phương tự nhiên có phân bố hạn chế, với thống kê cá thể được lưu trong một cuốn sách thống kê được lưu giữ bởi Associazione Nazionale della Pastorizia, hiệp hội chăn nuôi cừu quốc gia Ý.

## Lịch sử
Nguồn gốc của giống cừu Corteno chưa được xác định, nhưng có thể nó được chia sẻ với giống của các giống cừu tai cụp khác của vùng Alpine như các giống cừu Bergamasca, Biellese và Lamon. Con số thống kê được ước tính là 4000 con giống này vào năm 1983, và vào khoảng 1600 con vào năm 1995. Năm 2006, tổng số cá thể giống này được ước tính là 1500, trong đó 131 con đã được đăng ký trong cuốn sách trên. Tình trạng bảo tồn của giống này được FAO liệt kê là "nguy hiểm" trong năm 2007. Vào năm 2013, số cá thể đã đăng ký cho giống này là 295.

## Ứng dụng
Thịt của cừu Corteno đặc biệt nhiều chất béo. Nó được sử dụng để sản xuất Cuz, một loại thịt được bảo quản ở địa phương của giống này.